# Waltraud Kretzschmar
Waltraud Kretzschmar született Waltraud Hermann (Kloster Lehnin, 1948. február 1. – 2018. február 7.) olimpiai ezüst - és bronzérmes, háromszoros világbajnok keletnémet válogatott német kézilabdázó. Az 1970-es évek egyik legjobb és legsikeresebb kézilabda játékosának számított.

## Pályafutása
A kertészcsaládban született Waltraud Kretzschmar Damsdorfban végezte tanulmányait és a BSG Damsdorfban kezdett kézilabdázni. 1964-ben Peter Kretzschmarral költözött Lipcsébe, ahol az SC Leipzig játékosa lett. Itt 1980-ig játszott. Banki tisztviselőként dolgozott, majd 1972 és 1980 között levelezői tagozaton edzői képesítést szerzett a Német Testnevelési Főiskolán. Pályafutása befejezése után a Német torna és sportegyesületnél dolgozott a kerületi végrehajtó bizottságában, az SV Dynamo, a keletnémet rendőrség sportegyesületének oktatóközpontjában vállalt munkát. 1994-től 2002 végéig férjével együtt kaszinót működtetett a berlini BVG Stadionban.
Tizenöt éven át szerepelt a Keletnémet női kézilabda-válogatottban, ez idő alatt 217 mérkőzésen 727 gólt szerzett. Háromszor nyert világbajnokságot, 1976-ban olimpiai ezüst -, négy év múlva pedig bronzérmes lett. Az SC Leipziggel tízszer nyert keletnémet bajnoki címet, 1966-ban és 1974-ben pedig a Bajnokcsapatok Európa-kupáját hódították el. 
1976-ban és 1979-ben a Hazafias érdemrend bronz, majd ezüstfokozatát vehette át.

## Családja
1971-ben ment férjhez Peter Kretzschmarhoz. Házasságukból két gyermek, egy fiú és egy lány született. Fia, Stefan Kretzschmar Európa-bajnok, olimpiai ezüstérmes kézilabdázó. Schöneiche bei Berlinben telepedett le, itt élt egészen haláláig. 2018 februárjában hunyt el, néhány nappal 70. születésnapját követően.